# Tritomacrus testaceus
Tritomacrus testaceus is een keversoort uit de familie boktorren (Cerambycidae). De wetenschappelijke naam van de soort is voor het eerst geldig gepubliceerd in 1833 door Newman.